# 纳沙泰尔足球俱乐部
纳沙泰尔足球俱乐部（ Neuchâtel Xamax Football Club）是一間位於瑞士西部纳沙泰尔的足球會。 2012年1月因為球會破產而解散。纳沙泰尔於1970年由FC Cantonal（成立於1906年）及FC Xamax（成立於1912年）合併而成立。

## 榮譽
- 瑞士足球超級聯賽
  - 冠軍 (2)：1987年、1988年；
- 瑞士盃
  - 亞軍 (4)：1974年、1985年、1990年、2003年；

## 著名球員
- João Paulo
- （Hossam Hassan）
- （Hany Ramzy）
- （Thimothée Atouba）
- （Papa Bouba Diop）
- （Henri Camara）
- Alain Geiger
- （Stéphane Henchoz）
- Xavier Margairaz
- 乔尔·格里菲斯
- （Uli Stielike）
- （Don Givens）
- Gilbert Gress

## 外部連結
- （法文）（德文） 纳沙泰尔官方網站